# 山形中央郵便局
山形中央郵便局（やまがたちゅうおうゆうびんきょく）は山形県山形市十日町にある郵便局。民営化前の分類では集配普通郵便局であった。局番号は85001。

## 概要
明治初期に開設されて以来、山形県の郵便業務の中核をなしていた郵便局である。長らく地域区分業務を担当していたが、1997年（平成9年）に当該業務を山形南郵便局へ移管した。

### 併設施設
- ゆうちょ銀行山形店（仙台支店山形出張所）：取扱店番号850010 - 山形県内で唯一の同行直営店舗である。

### 出張所（局外設置ATM）
管轄はゆうちょ銀行仙台支店。ただし、通帳や明細に記載される番号はゆうちょ銀行山形店と同じ85001となっていたが、2010年初頭から、順次85591に変更されている。
- 山形大学内出張所
- ヨークベニマル山形嶋店内出張所
- ヨークベニマル大野目店内出張所
- イオン山形北店内出張所

## 沿革
- 1872年8月4日（明治5年7月1日） - 山形郵便取扱所として開設[1]。
- 1873年（明治6年） - 山形郵便役所となる[1]。
- 1875年（明治8年）1月1日 - 山形郵便局（二等）となる。翌日より為替取扱を開始[1]。
- 1879年（明治12年） - 貯金取扱を開始[1]。
- 1885年（明治18年） - 電信取扱を開始[1]。
- 1888年（明治21年）5月1日 - 山形郵便電信局となる[1]。
- 1903年（明治36年）4月1日 - 通信官署官制の施行に伴い山形郵便局となる[1]。
- 1916年（大正5年）12月5日 - 等級を二等から一等に改定[2]。
- 1949年（昭和24年）2月21日 - 電信事務を山形電信局に、電話事務を山形電話局に移管[3]。
- 1965年（昭和40年）6月 - 局舎新築落成。
- 1979年（昭和54年）9月 - 新局舎落成。
- 1987年（昭和62年）7月1日 - 山形中央郵便局に改称[4]。
- 1992年（平成4年）8月3日 - 外国通貨の両替および旅行小切手の売買に関する業務取扱を開始。
- 1997年（平成9年）9月1日 - 新設された山形南郵便局に地域区分業務を移管。
- 2006年（平成18年）10月2日 - 楯山郵便局、出羽郵便局、山寺郵便局から集配業務を移管[5]。
- 2007年（平成19年）10月1日 - 民営化に伴い、併設された郵便事業山形支店、ゆうちょ銀行山形店、かんぽ生命保険山形支店に一部業務を移管。
- 2012年（平成24年）10月1日 - 日本郵便株式会社の発足に伴い、郵便事業山形支店を山形中央郵便局に統合。
- 2018年（平成30年）2月5日 - かんぽ生命保険山形支店が当局から山形市十日町2-4-19 ハーモニー山形ビルに移転[6]。

## 取扱内容

### 山形中央郵便局
- 郵便、印紙、ゆうパック、内容証明
- 生命保険、バイク自賠責保険、自動車保険 - 平日18時まで営業。
- 山形市内の一部地域の集配業務
- ゆうゆう窓口

### ゆうちょ銀行山形店
- 貯金、貸付、為替、振替、振込、国際送金、外貨両替、国債、投資信託、変額年金保険 - 平日18時まで営業。
- ATM

## 風景印
- 表記は『山形中央』
- 図案は『蔵王山』・『花笠踊り』・『サクランボ』
- 使用開始日は1987年（昭和62年）7月1日

### 過去の風景印
- 1972年（昭和47年）8月6日 - 1987年（昭和62年）6月30日
  - 表記は『山形』
  - 図案は『蔵王山』・『花笠踊り』・『サクランボ』
　図案は現在の風景印と同じであるが、陰影が異なる別物である。
- 2007年（平成19年）10月1日 - 2012年（平成24年）9月30日
  - 表記は『山形』
  - 図案は『蔵王山』・『花笠踊り』・『サクランボ』
民営化に伴いゆうゆう窓口に配備

## 周辺
- 山形市役所
- 山形市民会館
- 山形城跡
- 村山保健所
- 山形学院高等学校

## アクセス
- JR山形新幹線・奥羽本線（山形線） 山形駅（東口）から徒歩約15分
- 山交バス 中央郵便局前停留所下車
- 東北中央自動車道 山形中央ICから南東へ、また山形自動車道 山形蔵王ICから西へそれぞれ約4km
- 国道112号沿い
- 駐車場あり：15台